# Fritz Grünzweig
Fritz Grünzweig (né le 5 novembre 1914 à Bissingen an der Teck et mort le 24 novembre 1989 à Korntal) est un pasteur protestante allemand de l'Église d'État du Wurtemberg, de 1952 à 1979 directeur spirituel de la Fraternité protestante de Korntal, pasteur et auteur de nombreux livres et commentaires bibliques.

## Biographie
Friedrich Grünzweig grandit avec son frère aîné à Bissingen. Ses parents Karl et Anna Grünzweig y exploitent une petite ferme. Avec eux, il assiste aux événements de l'ancienne communauté piétiste (de), plus tard à ceux du cercle local du YMCA et s'implique dans le travail de jeunesse. Il est façonné spirituellement par le pasteur de la jeunesse du district Otto Mörike (de), le pasteur Julius von Jan et la pensée historique du salut de Johann Albrecht Bengel et de ses étudiants. Après avoir l'école primaire de Bissingen, il entre en 1927 au lycée de Kirchheim unter Teck, qu'il quitte en 1932 après avoir terminé ses études secondaires.

### Formation pour devenir notaire
De 1932 à 1938, il effectue un apprentissage au service notarial du Wurtemberg, entre 1935 et 1937, il travaille comme assistant au tribunal de district et à l'étude des notaires de district de Stuttgart. Il se tourne vers la mission de Bâle en 1934 parce qu'il veut devenir missionnaire, mais échoue pour des raisons financières en raison de la difficulté de se procurer des devises étrangères sous le Troisième Reich. L'examen a lieu en 1938 et après 3 mois de service militaire, il accepte un emploi d'assistant notaire.

### En tant que soldat pendant la Seconde Guerre mondiale
À la fin du mois d'août 1939, en raison du déclenchement de la guerre, il est enrôlé dans la Seconde Guerre mondiale en tant que soldat et combat comme sergent d'artillerie d'abord sur les fronts ouest puis oriental, où il est grièvement blessé lors des combats sur le front de Volkhov près de Leningrad en juillet 1943 et envoyé dans un hôpital militaire à Apolda, en Thuringe et un an plus tard à Plochingen am Neckar. À partir de l'automne 1944, il retourne dans la compagnie de convalescence en Prusse-Orientale et est transféré en février 1945 au commandement du district militaire d'Ulm, où il rencontre sa future épouse. Il fait campagne avec succès pour la libération du notaire stagiaire Alfred Leikam (de), emprisonné pour des raisons religieuses pendant plus de cinq ans à partir de 1938 après une période de détention protectrice dans le camp de concentration de Buchenwald. Il consulte Otto Mörike (de), Adolf Scheffbuch, Heinrich Albertz, Kurt Scharf (de) et d'autres membres de l'Église confessante qui ont déjà fait l'expérience de la libération du pasteur Martin Niemöller. Pendant ce temps, Grünzweig adresse plus de dix pétitions à la police secrète d'État de Berlin, responsable des camps de concentration, y fait des démarches à quatre reprises, reste en contact avec Leikam et le soutient financièrement et en lui envoyant de la nourriture. Il réussit à lui rendre visite une fois à Buchenwald, ce qui constitue une grande exception.

### Éducation et travail de pasteur
Grünzweig peut rentrer chez lui après la fin de la guerre en juin 1945. En raison d'une pénurie de pasteurs, l'Église nationale du Wurtemberg propose à ses employés ayant une expérience professionnelle une formation courte de deux ans pour devenir pasteur. Grünzweig est également sollicité, profite de cette opportunité de la deuxième voie éducative (de) et commence en 1946 une formation en théologie protestante au séminaire paroissial de Stuttgart, qu'il termine en 1948 avec le premier examen de service théologique. Après son ordination, il commence son vicariat dans l'Église protestante des frères de Korntal (de), une congrégation piétiste juridiquement indépendante en coopération avec l'église régionale du Wurtemberg. En outre, il est également pasteur de la jeunesse du district paroissial de Leonberg (de). Après le second examen de service théologique en 1951, il travaille comme deuxième curé aux côtés du conseiller paroissial Walther Geisser jusqu'à ce qu'il devienne chef du collège pastoral de l'église régionale du Wurtemberg en 1952. Grünzweig favorise l'expansion des institutions diaconales de l'Église morave et est connu pour son travail pastoral intensif. Cette église devient l'œuvre de sa vie car, à leur demande, il y est resté jusqu'à sa retraite en 1979, date à laquelle Martin Holland (de) lui succède comme directeur spirituel.
La Faculté de théologie de Tübingen lui décerne un doctorat honorifique en 1982 pour sa lutte pour la compréhension de la Bible par la congrégation et pour l'héritage des pères du piétisme souabe, mais aussi pour son rôle de chef spirituel des différentes forces de ce mouvement.
Grünzweig reprend les services de prédication dans toute l'Allemagne et entretient également des contacts dans l'ex-RDA. Il travaille comme consultant à l'Union missionnaire Licht im Osten (de), à l'École supérieure libre de mission (de) en tant que conférencier en exégèse, éthique, pastorale et à partir de 1979 en tant que conférencier invité pour l'exégèse, l'homilétique du Nouveau Testament au Séminaire missionnaire de Liebenzell (de). Pendant son séjour à Korntal, il peut être entendu sur la Süddeutscher Rundfunk (de) et la Südwestfunk avec des prières matinales ainsi que sur l'Evangeliums-Rundfunk (de)
En tant qu'auteur, il écrit des commentaires bibliques, des articles d'encyclopédie, plus d'une centaine d'articles pour la radio protestante et, à partir de 1980, des interprétations de sermons (tous les textes dominicaux de l'ordre péricope de l'église de six ans dans des sermons écrits interprétés comme des sermons méditatifs dans la série "Consolation et la force de la Parole de Dieu"), sur les traces de Hans Brandenburg (de). Avec lui, il sort également le "Korntaler Hefte". Il est l'auteur des sermons méditatifs de la série «Consolation et force», conçus comme modèles de sermons pour les conférenciers, et est co-éditeur du magazine «Confiance et force: magazine pour le culte et la proclamation - Aides au sermon», qui est initialement publié à l'occasion de la « Journée communautaire sous la Parole », puis paraît bimensuellement à partir de 1982. Il est co-éditeur de la Bible d'étude de 1974 « La Bible de Luther expliquée », dans laquelle 64 collaborateurs interprètent la Bible dans un langage compréhensible pour les profanes. Plusieurs de ses livres sont également publiés en roumain et en russe.

### Postes honoraires
Grünzweig est ajouté à l'association Ludwig-Hofacker (de) (groupe de travail protestante pour la Bible et la confession du Wurtemberg) en 1963 et en est le président de 1965 à 1980. Sous son impulsion, elle devient la plateforme commune de toutes les communautés piétistes du Wurtemberg et de leurs activités missionnaires. Entre 1980 et 1986, il est président de la Conférence des communautés confessionnelles des Églises protestante d'Allemagne (de), travaille de 1971 à 1977 en tant que membre du synode d'État de l'Église protestante du Wurtemberg dans le groupe synodal Communauté vivante et est longtemps membre du conseil d'administration de diverses organisations missionnaires et diaconales. Il est cofondateur et membre du comité du 27 décembre 1969, l'association Albrecht-Bengel-Haus (de) e. V. et fait construire la maison près de la Faculté de Théologie,

## Vie privée
Fritz Grünzweig se marie avec Liselotte Denzinger à Ulm en 1949, décédée en avril 2016. Le couple a trois enfants - Elisabeth, Gerhard et l'écrivain Dorothea Grünzweig - et vit à Korntal. Grünzweig décède le jour de son 75e anniversaire des suites d'une tumeur au cerveau et est enterré au cimetière de Korntal.

## Prix
- 1945 : Croix de fer de 2e classe
- 1982 : Attribution d'un doctorat honorifique par la Faculté de théologie protestante de Tübingen (de)[14]

## Publications
- Die Evangelische Brüdergemeinde Korntal: Weg, Wesen und Werk, Ernst Franz Verlag, Metzingen, 1957.
- Sind wir für die Zukunft gerüstet? Eine Besinnung für verantwortungsbewußte Christen, Ernst Franz Verlag, Metzingen, 1962.
- Gottlieb Wilhelm Hoffmann: der Gründer der Brüdergemeinden Korntal und Wilhelmsdorf, Evang. Missionsverlag, Stuttgart, 1963.
- Groß denken von Jesus: die Botschaft des Kolosser-Briefs (Korntaler Hefte, Nr. 1), Hänssler Verlag, Neuhausen-Stuttgart, 1966.
- Was sagt die Bibel über den Heiligen Geist? (Korntaler Hefte, Nr. 4), Hänssler Verlag, Neuhausen-Stuttgart, 1966.
- Was sagt uns die Offenbarung heute? Eine Auslegung des letzten Buches der Bibel (Korntaler Hefte, Nr. 9), Hänssler Verlag, Neuhausen-Stuttgart, 1968.
- Die Evangelische Brüdergemeinde Korntal gestern und heute: zu ihrem 150jährigen Bestehen, Evangelische Brüdergemeinde Korntal, Stuttgart, 1969.
- Scheinwerfer auf dem Weg durch die Endzeit: die Bedeutung des prophetischen Wortes der Bibel heute, Hänssler Verlag, Neuhausen-Stuttgart, 1974,  (ISBN 978-3-7751-0150-9).
- Um was es dem Synodalgesprächskreis „Lebendige Gemeinde“ geht, Ludwig-Hofacker-Vereinigung in Württemberg, Korntal, 1977.
- Das Vaterunser: Beten in der Schule Jesu, Verlag der Liebenzeller Mission (de), Bad Liebenzell 1979,  (ISBN 978-3-88002-085-6).
- Warum werden meine Gebete nicht erhört?, Verlag der Liebenzeller Mission, Bad Liebenzell, 1980.
- Schicksal oder Führung?, Verlag der Liebenzeller Mission, Bad Liebenzell, 1980.
- Trost und Kraft aus Gottes Wort. Verteilpredigten für jeden Sonntag (Predigten für jeden Sonntag über die Perikopentexte 1981–1989), Schriftenmissionsverlag, Neukirchen-Vluyn.
- Friedrich Christoph Oetinger im Umkreis des Schwäbischen Pietismus: Herkunft und Wirkung seines Denkens, 1982. LEO-BW
- Christus in uns: die Botschaft der Bibel vom Heiligen Geist, Verlag der Liebenzeller Mission, Bad Liebenzell 1983,  (ISBN 978-3-88002-185-3).
- Gedanken für jeden Tag, Verlag der Liebenzeller Mission, Bad Liebenzell 1985,  (ISBN 978-3-88002-251-5).
- Die Bergpredigt: Antworten auf Fragen von heute, Hänssler Verlag, Neuhausen-Stuttgart 1985,  (ISBN 978-3-7751-1009-9).
- Christ und Krankheit – der Kranke in der Gemeinde, Hänssler Verlag, Neuhausen-Stuttgart 1985.
- Kleine Anleitung zur Seelsorge: eine Aufgabe für alle, die an Jesus glauben, Verlag der Liebenzeller Mission, Bad Liebenzell, 1987,  (ISBN 978-3-88002-251-5).
- Zu rühmen Seinen Ruhm: Erfahrungen und Erkenntnisse aus langem Dienst (Autobiografie), R. Brockhaus (de), Wuppertal 1988, 2e édition, 1989,  (ISBN 978-3-417-24098-6).
- hrsg. von Stephan Zehnle: Einführung in die biblischen Bücher (zweibändig), Hänssler Verlag, Holzgerlingen, 1991, (postum),  (ISBN 978-3-7751-1773-9).
- dir. de Thomas Schirrmacher (de): Einführung in die biblischen Bücher und Der evangelische Glaube kompakt (CD-ROM für BibleWorkshop), Hänssler Verlag, Holzgerlingen 2006.

en tant qu'auteur et co-éditeur
- Série Edition C: Bibelkommentare. Zum Neuen Testament:
  - Johannes-Offenbarung, Hänssler Verlag, Holzgerlingen 1981 (zweibändig)
    - Offenbarung des Johannes: 1. Teil (Volume 24), Hänssler, 2e édition, 1981,  (ISBN 978-3-7751-0596-5).
    - Offenbarung des Johannes: 2. Teil (Volume 25), Hänssler, 2e édition, 1983,  (ISBN 978-3-7751-0643-6).

  - 1. Timotheusbrief, Hänssler Verlag, Holzgerlingen 1990 (postum).
  - 2. Timotheusbrief, Hänssler Verlag, Holzgerlingen 1990.
  - Titus- und Philemonbrief, Hänssler, Holzgerlingen 1990.
- Série Wuppertaler Studienbibel (de):
  - Der Brief des Jakobus, erklärt von Fritz Grünzweig, Brockhaus, Wuppertal 1973, 7e édition (Neuauflage) 1992.
  - Der Brief an die Hebräer, erklärt von Fritz Grünzweig, Brockhaus, Wuppertal 1989.

en tant que co-auteur
- avec Hans Brandenburg (de), Stimmen aus dem Pietismus (Korntaler Hefte, Nr. 6), Hänssler Verlag, Holzgerlingen, 1950.
- Welteinheit durch Kircheneinheit. Dans: Walter Künneth, Peter Beyerhaus (dir.), Reich Gottes oder Weltgemeinschaft, Verlag der Liebenzeller Mission, Bad Liebenzell, 1975,  (ISBN 978-3-88002-015-3).
- avec Rolf Scheffbuch (de): „Warum helft ihr uns nicht?“ Zur Stellungnahme der Evangelisch-methodistischen Kirche, Ludwig-Hofacker-Vereinigung, Korntal-Münchingen, 1977.
- Ludwig Hofacker und sein Ruf an uns heute, dans: Theo Sorg, Leben in Gang halten, Pietismus und Kirche in Württemberg, E. Franz, Metzingen, 1980,  (ISBN 978-3-7722-0176-9).
- Biblische Geschichten für Kinder (mehrteiliges Werk, dir. Ludwig-Hofacker-Vereinigung), Hänssler Verlag, Holzgerlingen, 1982.
  - Volume 1: Jesus wirkt in der Kraft Gottes,  (ISBN 978-3-7751-0584-2).
- Gott liebt diese Welt – er liebt dich, St. Johannis, Lahr 1986,  (ISBN 978-3-501-19628-1).
- avec Traugott Thoma (dir.), ... aber fünf waren klug: eine praktische Auslegung der Gleichnisse Jesu, Verlag der Liebenzeller Mission, Bad Liebenzell, 1986,  (ISBN 978-3-88002-281-2).
- avec Traugott Thoma (dir.), Siehe, ich komme bald: eine praktische Auslegung der sieben Sendschreiben, Verlag der Liebenzeller Mission, Bad Liebenzell, 1988,  (ISBN 978-3-88002-365-9).
- avec Traugott Thoma (dir.), Gottes ewige Treue: bekannte Persönlichkeiten berichten aus ihrem Leben, Verlag der Liebenzeller Mission, Bad Liebenzell, 1989,  (ISBN 978-3-88002-392-5).
- avec Ernst Rudin und Ruedi Schüpbach (dir.), Arbeitshilfen für Seelsorger: Texte und Materialien zur Seelsorge, Brendow Verlag (de), Moers, 1992,  (ISBN 978-3-87067-482-3).
- Das große Bibellexikon (Sonderausgabe), Brunnen Verlag (Gießen) (de), 2004,  (ISBN 978-3-7655-5425-4).

en tant que co-éditeur
- Lutherbibel erklärt: die Heilige Schrift in der Übersetzung Martin Luthers mit Erläuterungen für die bibellesende Gemeinde (sog. Grünzweig-Bibel), Württembergische Bibelgesellschaft (de), Stuttgart, 1974.
- Weg und Zeugnis. Bekennende Gemeinschaften im gegenwärtigen Kirchenkampf 1965–1980 (Herausgegeben aus Anlass des 10-jährigen Bestehens der Konferenz Bekennender Gemeinschaften in den Evangelischen Kirchen Deutschlands), Verlag der Liebenzeller Mission, Bad Liebenzell, 1981,  (ISBN 978-3-88002-122-8)
- Biblisches Wörterbuch, R. Brockhaus, Wuppertal 1982, 5e édition, 1994,  (ISBN 978-3-417-24081-8).
- Das große Bibellexikon (2 Bände), R. Brockhaus, Wuppertal 1987,  (ISBN 978-3-417-26300-8).

Essais
- Kirche und Pietismus
- Unsere geistlichen Ahnen
- Die Gemeinde evangelisiert
- Die Hauptsache, ich bin drin!
- Kurskorrektur durch die Bibel: über die Aufgabe der Mission
- Die Gemeinde in der Versuchung zu einem gefährlichen Kompromiß: das Sendschreiben an die Gemeinde in Pergamon
- Jesus Christus – unsere Zuversicht und Stärke – auch wenn unser Leben nichts zu bedeuten und auszurichten scheint
- Darüber sollte man einmal nachdenken: Anregungen für Gespräche über den Glauben, Korntal 1966.
- Gottlieb Wilhelm Hoffmann. Gründer von Korntal und Wilhelmsdorf. 1771–1846, dans : Lebensbilder aus Schwaben und Franken. Volume XI, Kohlhammer, Stuttgart, 1969, p. 150–173.
- Eines wollen, eines wissen: Michael Hahn zum Gedenken, 1979.
- Korntal: eine Heimat für bettelnde Kinder
- Ludwig Hofacker, Erweckungsprediger in Württemberg
- Die Ludwig-Hofacker-Vereinigung: Evangelische Arbeitsgemeinschaft für Bibel und Bekenntnis in Württemberg, 1980.
- Ludwig Hofacker und sein Ruf an uns heute, Metzingen 1980.
- Kurskorrektur durch die Bibel: über die Aufgabe der Mission, in: Evangelische Kommentare 13. 1980, 8, p. 460–463.  (ISSN 0300-4236).
- Miteinander auf demselben Grund (Antwortrede von Pfarrer Fritz Grünzweig bei der Promotion vom 23. Januar 1982 in Korntal), Ludwig-Hofacker-Vereinigung, Korntal-Münchingen 1982.
- Ein Original aus Gottes Hand: zum 225. Geburtstag von Johann Michael Hahn, 1983.
- Das Lutherjahr ein Bußjahr: ein Aufruf zur Buße im Jahr des Gedenkens an den 500. Geburtstag Martin Luthers (namens der Konferenz Bekennender Gemeinschaften in den evangelischen Kirchen Deutschlands), dans: Informationsbrief der Bekenntnisbewegung Kein Anderes Evangelium Nr. 99, Lüdenscheid, 1983.
- Kirche und Pietismus, 1985.